# يوكا كوراموتشي
يوكا كوراموتشي (باليابانية: 倉持 由香) ممثلة وعارضة وتارينتو يابانية ولدت يوم 6 تشرين الثاني 1991 في محافظة تشيبا.

## روابط أضافية
- مدونة يوكا كوراموتشي الرسمية  (جوال)

- يوكا كوراموتشي على تويتر.